# 加治神社
加治神社（かじじんじゃ）は埼玉県飯能市中山にある神社。古くは天満宮（天神社）であった歴史から、地元の人々には今も「天神さま」と呼ばれ親しまれている。

## 祭神

### 加治神社
- 高御産巣日命（たかみむすびのみこと）
- 神御産巣日命（かんみむすびのみこと）

### 吾妻天満宮
- 菅原道真

## 由緒
慶長元年（1596年）、武蔵七党の丹党中山家範の家臣本橋貞潔が主君の遺命に奉じ、天満宮（天神社）として勧請されたものと言われている。
中山家範の父は中山家勝、子に中山信吉がおり、上杉氏の家来であった。伝承によると、中山家勝が北条氏との河越夜戦に敗れ中山に戻る途中で入間川の洪水に阻まれた際に、芦毛の馬を連れた老人に救われ、中山に帰り着くことができた。その老人は「我は吾妻天神なり」と言い残し、馬とともに天神社の前で姿を消したと言う。これにより中山家勝は、当天神社を「導の天神」と崇めるようになり、以後、中山では蘆毛の馬は神馬だとして飼わないという。
明治5年（1872年）、飯能町中山の鎮守として村社に列した。明治40年（1907年）、大字中山字下町村社加治神社、同境内八坂神社、同稲荷神社、字上町無格社丹生神社、同境内社稲荷神社、同三峯神社、字同無格社白山神社、字萩原無格社水種稲荷神社の八社を、天神社へ合祀し、社号を更めて、村社加治神社となった。現在の本殿は、この時の合祀された時に移築されたものである。

## 建造物等
- 本殿、拝殿、社務所、中山城会館(自治会館)、境内神社、石燈籠、御前立、水舎、鳥居
- 境内には公園もあり、本橋渓水筆塚がある。境内地2，386平方メートル。

### 狛犬
二対の狛犬が置かれている。本殿寄りの方が古く、昭和32年（1957年）に建立されたもので、右側の狛犬が大きな口を開けて大らかに笑っている表情をしていることから、この狛犬を目当てに訪れる人もいる。新しいものは、昭和61年（1988年）に建立されたものである。

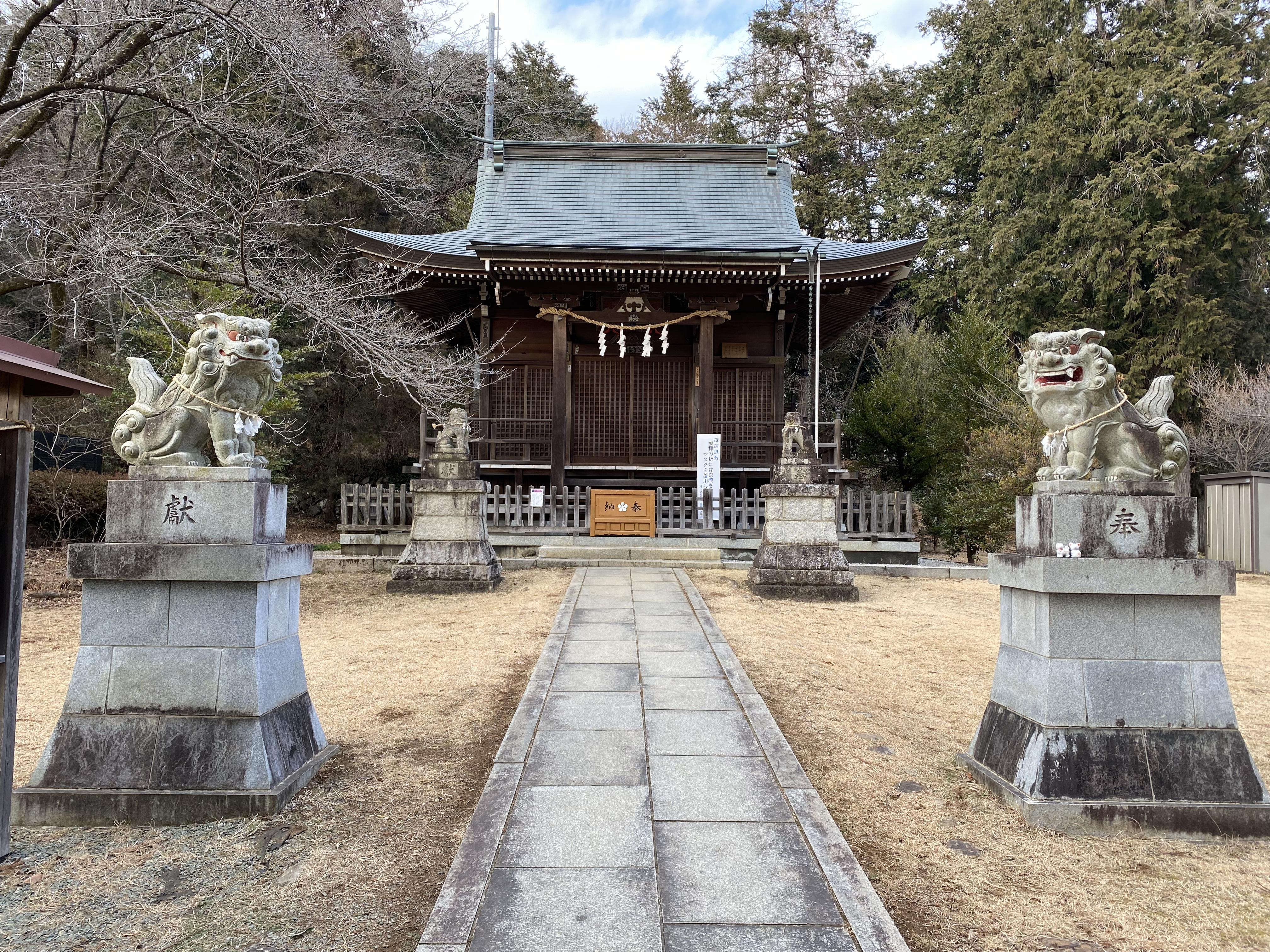
狛犬二対
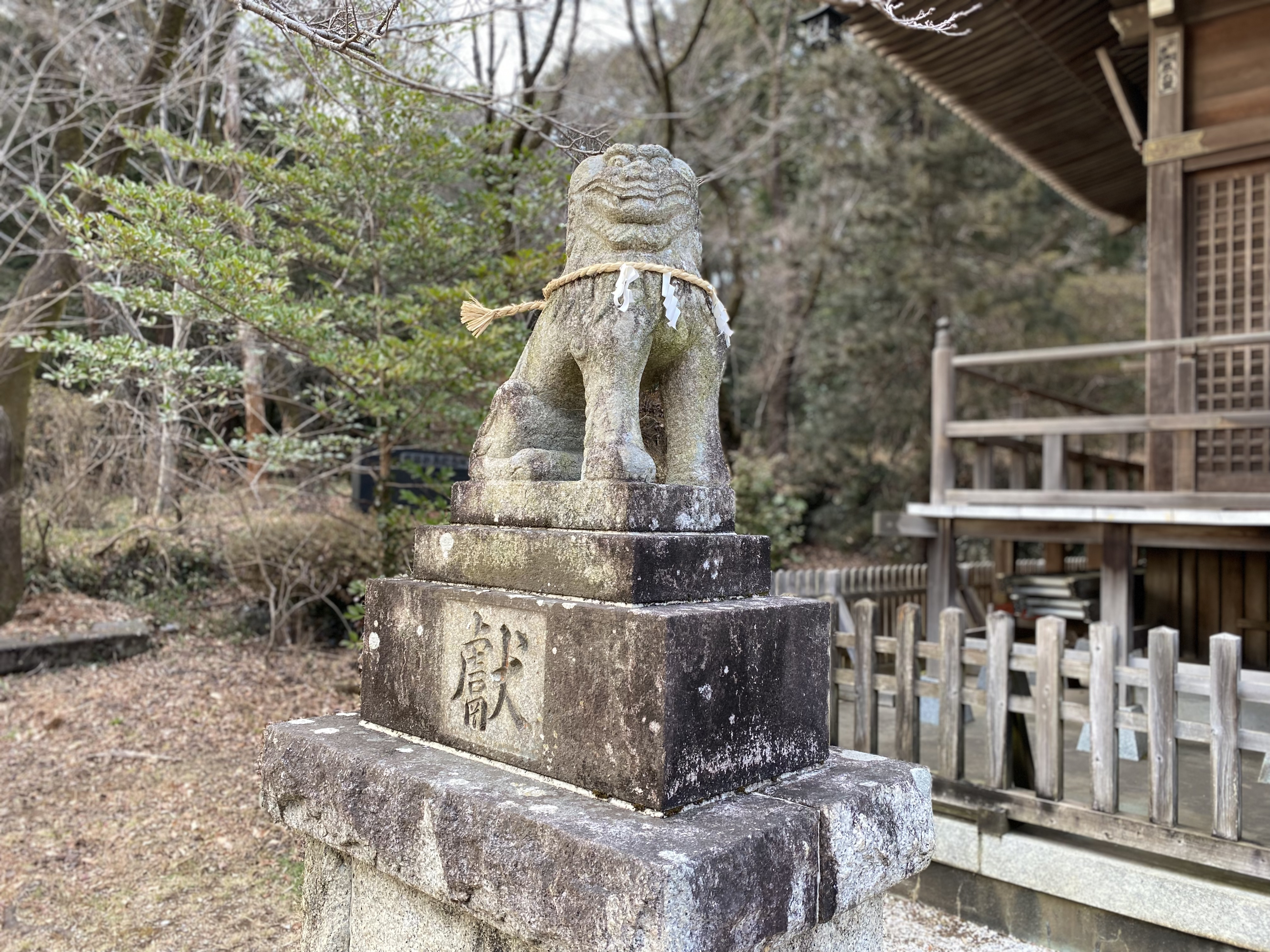
狛犬（奥左）
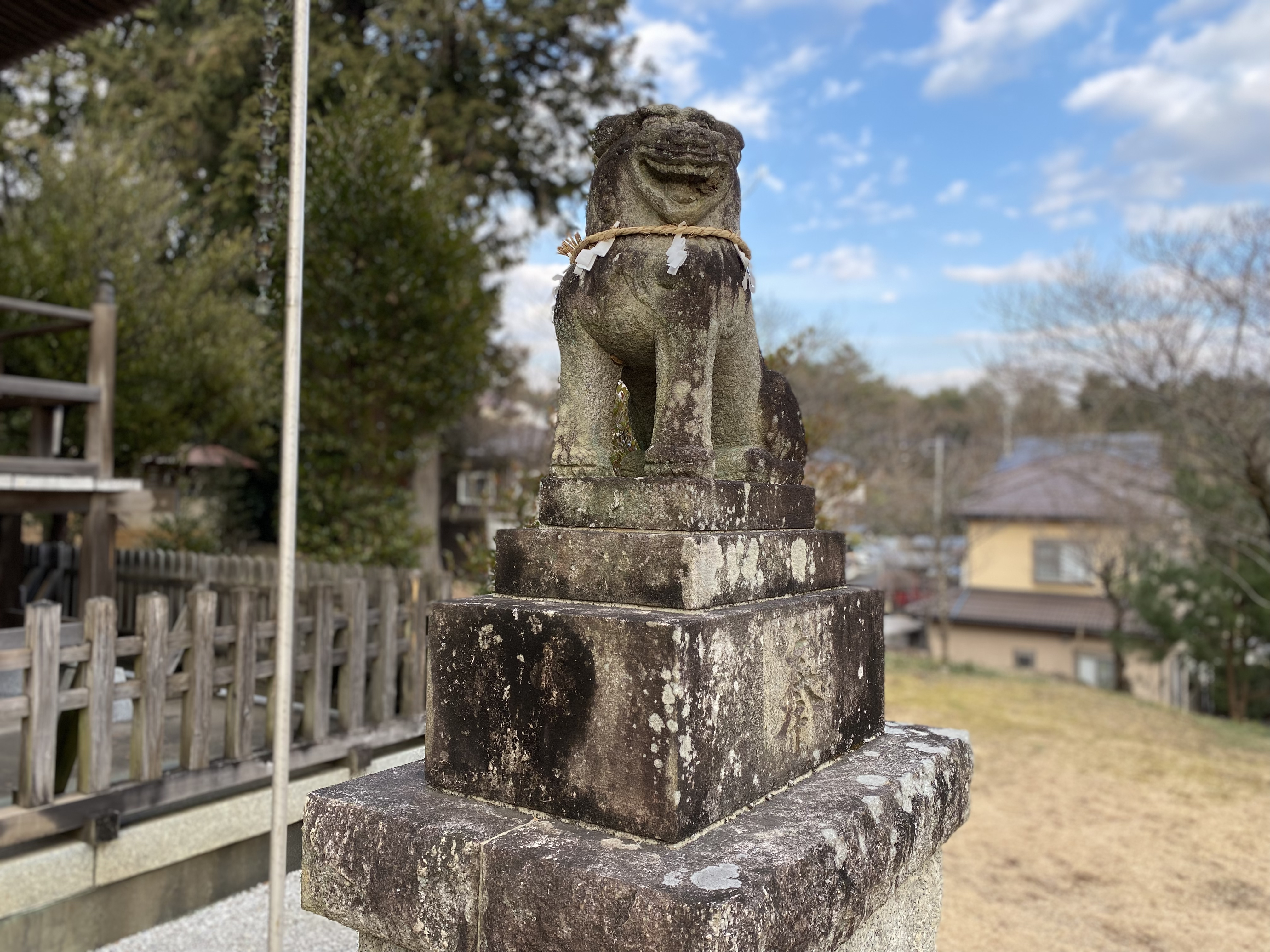
狛犬（奥右）

### 石灯籠
寛永19年（1642年）につくられた石灯籠が、階段両側に二対・段上に一対、計六基、置かれている。高さ１７５センチメートルの花崗岩でつくられている。もともと智観寺境内の丹生明（たんしょうみょう）神社にあったものを、丹生明神社が加治神社に合祀された際に、社殿とともに現在地に移された。昭和37年（1962年）に飯能市指定工芸品に指定されている。

## 境内神社

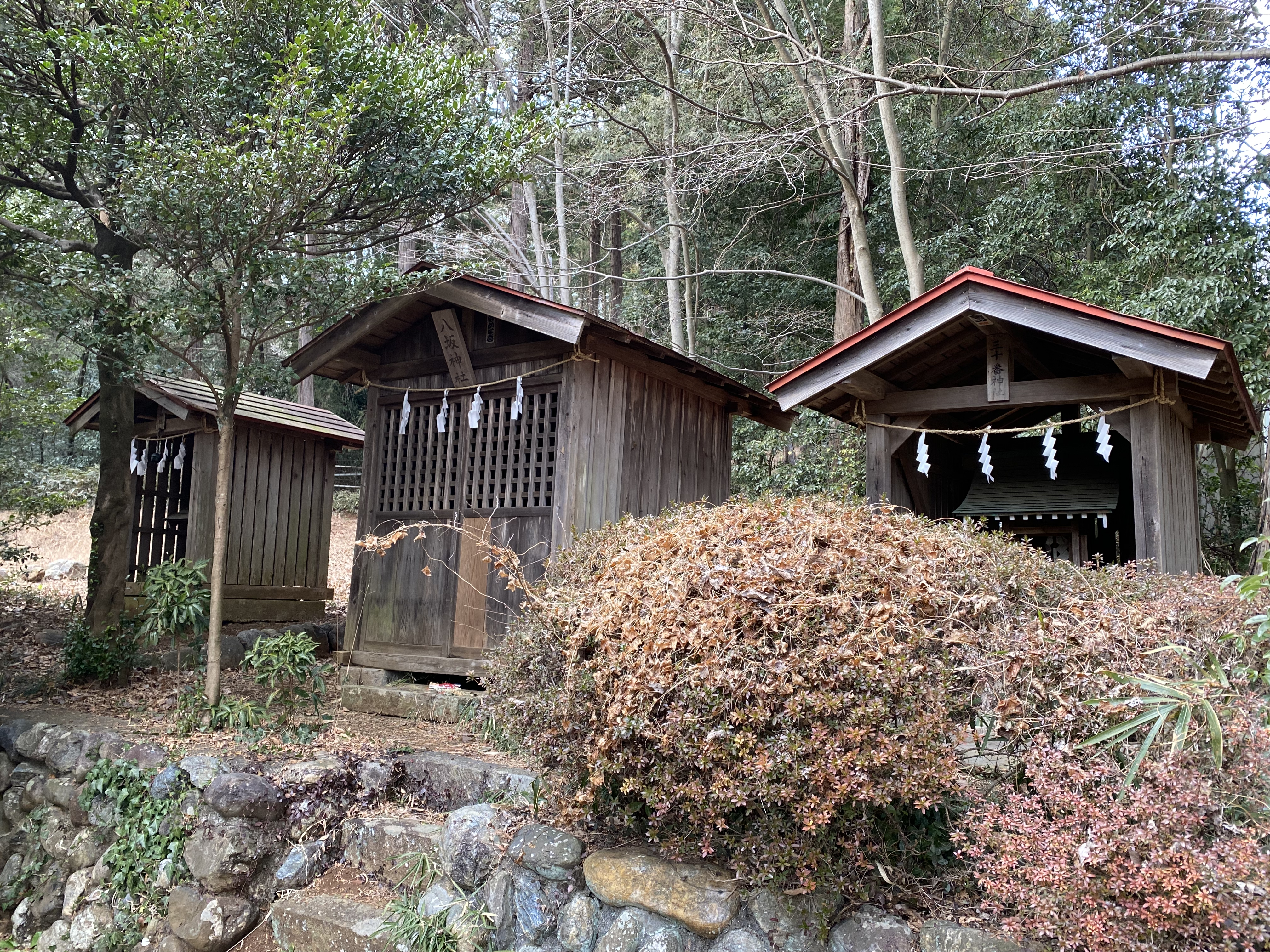
境内社

- 三十番神社
- 三峯神社
- 八坂神社
- 愛宕神社
- 琴平神社

## 外域神社
この神社の境外にある合祀社に水種稲荷神社（みずくさいなりじんじゃ）がある。
大字中山字萩原299番地(聖望学園西)に鎮座している。

## 神事

### 加治神社
- 元旦祭（1月1日）
- 例祭（9月29日）- 「おくんち」と呼ばれる
- 秋祭・新嘗祭（11月23日）

### 吾妻天満宮
- 初天神（1月25日に近い日曜日）
- 春祭（3月最終日曜日）- 「お天神さま」とも呼ばれる
- 天神様開帳 - 33年ごとの春祭で開催。平成31年（2019年に開催）[3]